# Nicolas Benamou
Pour les articles homonymes, voir Benamou.
Nicolas Benamou est un réalisateur, scénariste, producteur de cinéma et de télévision français.

## Biographie
Il fait ses débuts en 2000 sur M6 en tant que réalisateur des sketches et happenings de l’émission le Morning Live animée par Michaël Youn sur M6.
Il fonde en 2003 la société de production Daktirak (Jacques Chirac en imitant un accent asiatique) avec laquelle il réalise des clips et des publicités ainsi que des captations de spectacles d'humoristes (Florence Foresti, Eddie Izzard, Stéphane Rousseau, Michaël Youn). Il poursuit également sa collaboration avec l’acteur Michaël Youn en réalisant les clips des Bratisla Boys et de Fatal Bazooka. Il obtient en 2008 le NRJ music award du clip de l’année pour Parle à ma main.
Il fait ses armes au cinéma en tant que réalisateur de la seconde équipe pour Fatal de Michaël Youn. Cette première expérience au cinéma l’amène à son tour à passer derrière la caméra. Il réalise ainsi son premier long-métrage, la comédie De l'huile sur le feu, avec Vincent Lacoste et Alice Belaïdi, sortie en 2011. En parallèle, il supervise d’autres comédies, comme Les Kaïra (2012) et Paris à tout prix (2013).
En 2014, il retrouve Philippe Lacheau, coscénariste de la comédie Paris à tout prix de Reem Kherici, et ils signent tous les deux Babysitting, une comédie en partie réalisée en found footage. Une suite sort en 2015 et se déroule cette fois au Brésil.
Il réalise ensuite une nouvelle comédie, le road movie À fond avec notamment José Garcia et André Dussollier puis en 2021 Mystère à Saint-Tropez avec Christian Clavier et Benoît Poelvoorde.

## Filmographie
Sauf indication contraire, les informations mentionnées dans cette section peuvent être confirmées par la base de données cinématographiques IMDb,  présente dans la section « Liens externes ».

### Réalisateur
- 2003 : La Trilogie (court-métrage pour le groupe Tandem)[3]
- 2007 : Parle à ma main (clip)
- 2011 : De l'huile sur le feu (également scénariste)
- 2014 : Babysitting (coréalisé avec Philippe Lacheau)
- 2015 : Babysitting 2 (coréalisé avec Philippe Lacheau - également scénariste)
- 2016 : À fond (également scénariste)
- 2021 : Mystère à Saint-Tropez (également scénariste)
- 2024 : On aurait dû aller en Grèce (également scénariste)

### Producteur
- 2006 : Menu W9 (TV)

### Autres
- 2004 : Les Onze Commandements de François Desagnat et Thomas Sorriaux (opérateur caméra)
- 2010 : Fatal de Michaël Youn (réalisateur de la seconde équipe)
- 2012 : Les Kaïra de Franck Gastambide (superviseur artistique)
- 2013 : Paris à tout prix de Reem Kherici (superviseur artistique)

## Distinctions
- Festival international du film de comédie de l'Alpe d'Huez 2014 : prix spécial du jury et prix du public pour Babysitting
- NRJ Music Awards 2008 : clip de l’année pour Parle à ma main